# Jules Célestin Jamin
Jules Célestin Jamin, (Termes, Ardennes, 30. svibnja 1818. — Pariz, 12. veljače 1886.), bio je francuski fizičar i punac Henriu Becquerelu.
Jamin je od 1852. bio učitelj na École polytechnique a 1863. postaje profesor fizike na Sveučilištu u Parizu. Postao je član Francuske akademije znanosti 1868. a od 1884. bio je tajnik akademije. 
Jamin je bio istaknuti eksperimentalni fizičar koji je unapređivao znanost, posebice kroz svoja optička istraživanja. Napisao je i poznatu klasičnu knjigu o fizici: 
Cours de physique de l'école polytechnique (1858. – 61) zajedno s Edmondom Boutyjem. Njegovo ime nalazi se na popisu 72 znanstvenika ugraviranih na Eifellovom tornju.